# César Pelli

César Pelli (São Miguel de Tucumã, 12 de outubro de 1926 - Nova Iorque, 19 de julho de 2019) foi um arquiteto argentino conhecido por construir um dos maiores arranha-céus do mundo, as Torres Petronas.
Em 1991, o Instituto Americano de Arquitetos (AIA) listou-o como um dos dez mais influentes arquitetos americanos vivos. Dentre seus prêmios mais importantes encontram-se o 1995 AIA Gold Medal, que reconhece trabalhos de grande influência para a teoria e prática da arquitetura.

## Biografia
Pelli emigrou para os Estados Unidos em 1952 e se naturalizou cidadão norte-americano em 1964. Após cursar arquitetura na Universidade Nacional de Tucumã, Pelli concluiu seus estudos na Escola de Arquitetura da Universidade de Illinois. Iniciou sua carreira no escritório de Eero Saarinen, em New Haven. Entre 1977 a 1984, atuou como reitor da Universidade de Yale de 1977 a 1984. Foi dono de uma firma de engenharia que emprega cem arquitetos sediada em New Haven.
Ele era casado com Diana Balmori, uma renomada designer paisagista e urbanista. Juntos, teve dois filhos: Denis, um neurobiologista e professor de Psicologia e Neurociência, na Universidade de Nova York; e Rafael, também arquiteto.
Morreu aos 92 anos em 19 de julho de 2019.

## Prêmios e honrarias
Em 26 de maio de 2008, a Universidade de Yale concedeu um diploma de Doutor das Artes pelo seu trabalho em arquitetura. Ainda em 2008, recebeu o The Lynn S. Beedle Lifetime Achievement Award, do Council on Tall Buildings and Urban Habitat, pelo seu trabalho no campo de arranha-céus. Em 2012, a Fundação Konex, da Argentina, entregou a ele o Diamond Konex Award for Visual Arts, premiando-o como o mais importante artista argentino da última década.

## Projetos

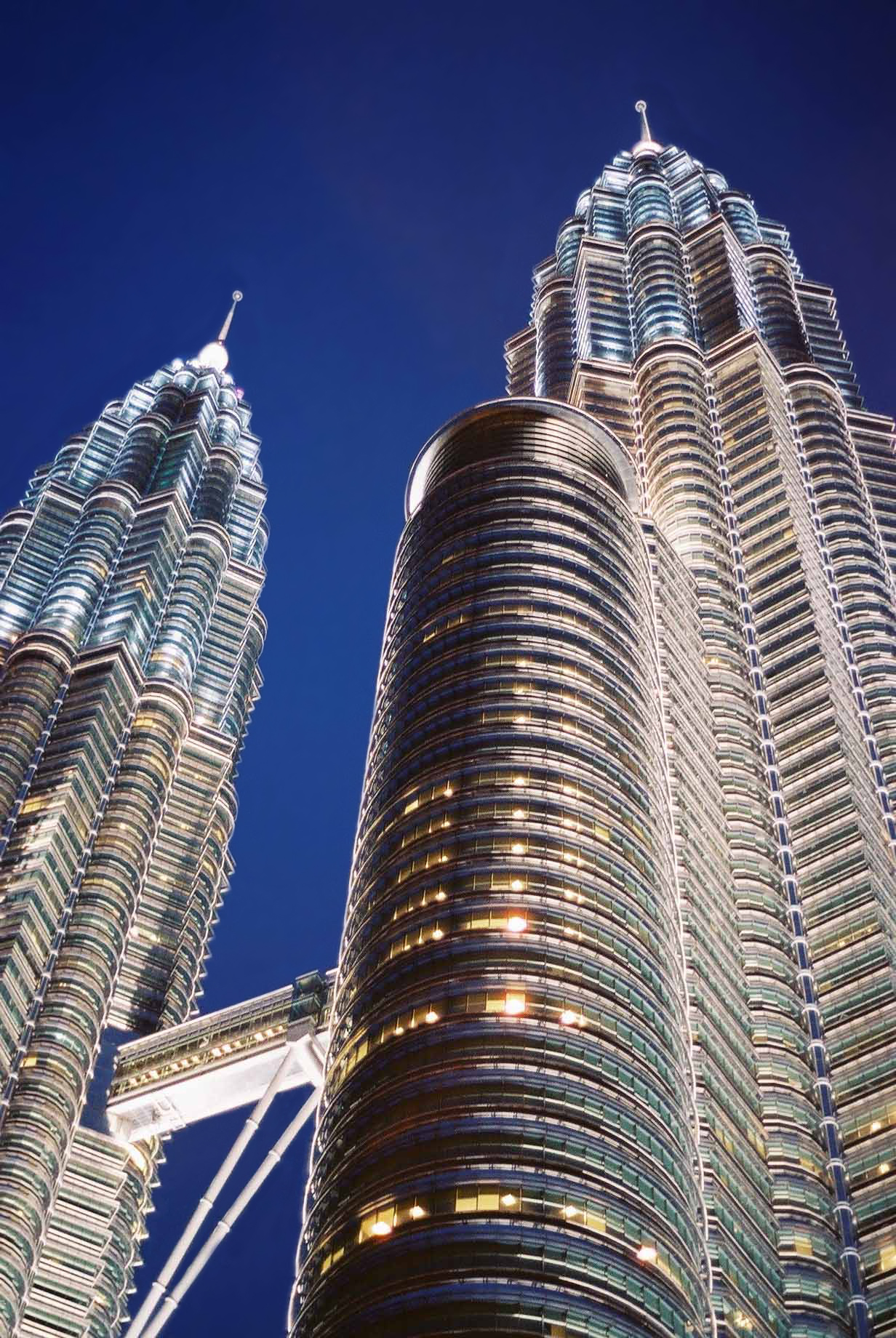
Petronas Twin Tower, 1998.

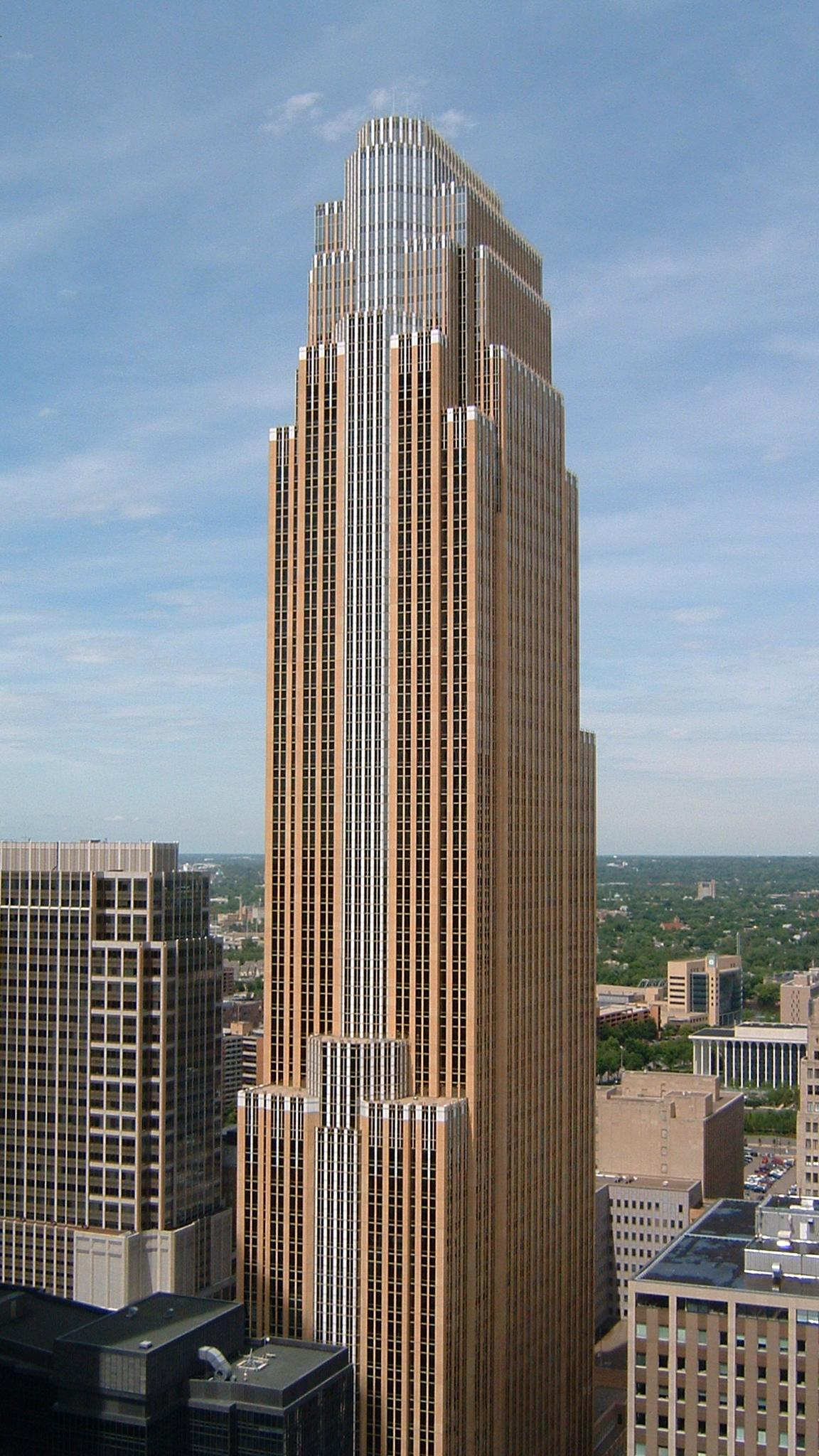
Wells Fargo Center, Minneapolis, Minnesota, 1989.

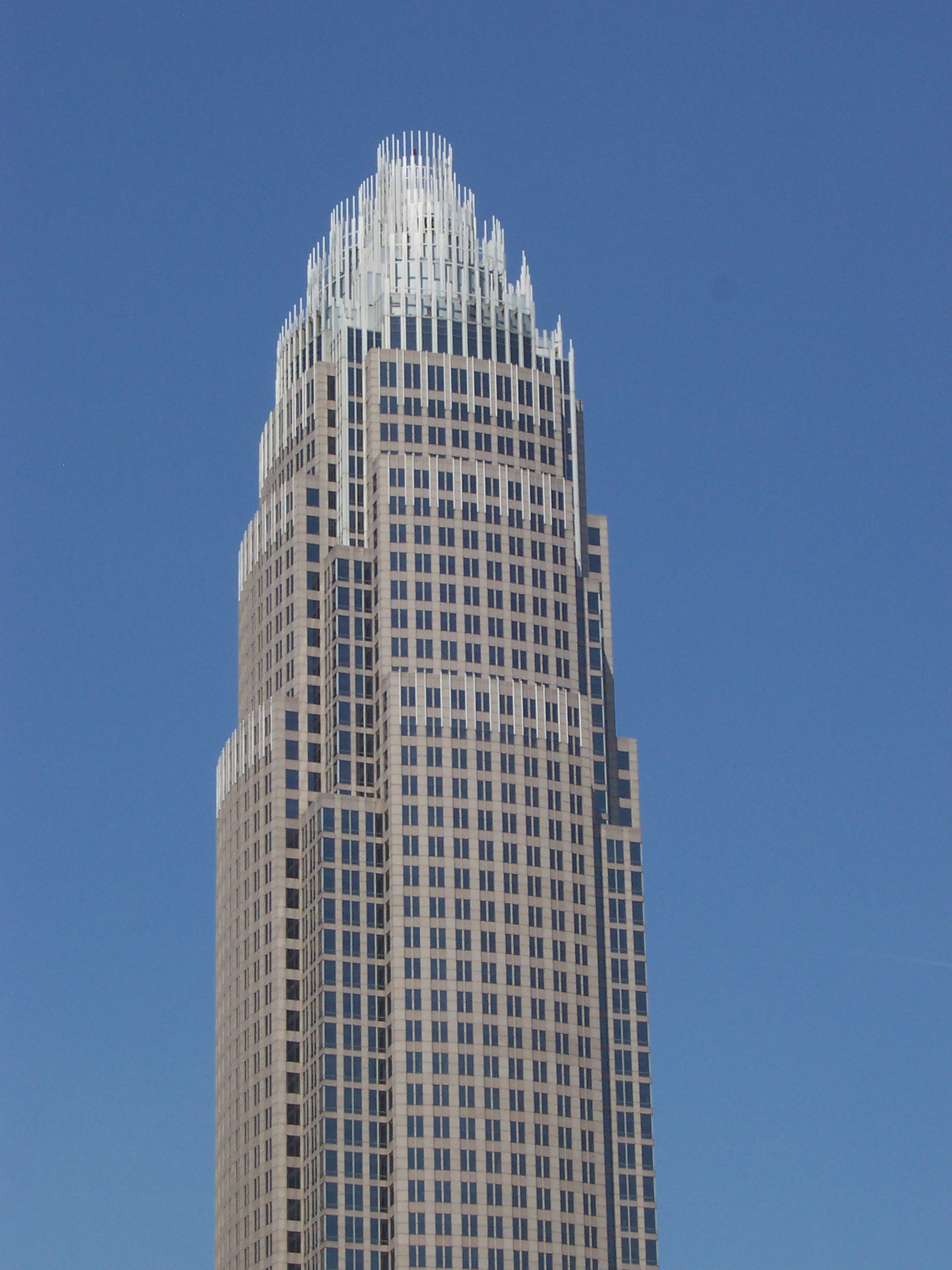
Bank of America Corporate Center, localizado na cidade de Charlotte, Carolina do Norte, 1992.

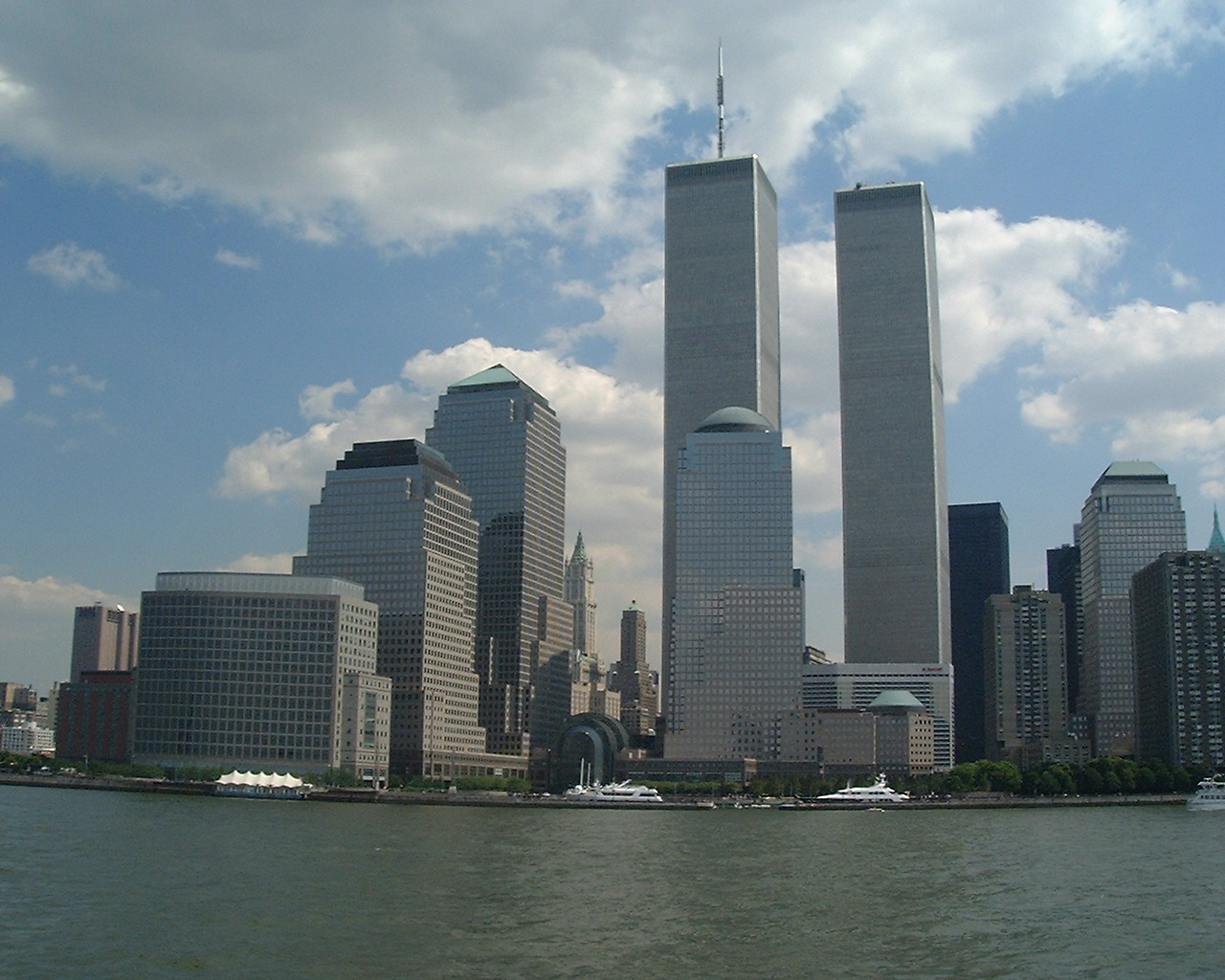
Vista do World Financial Center, juntamente com o World Trade center, a partir do Rio Hudson em 26 de Agosto, 2000.

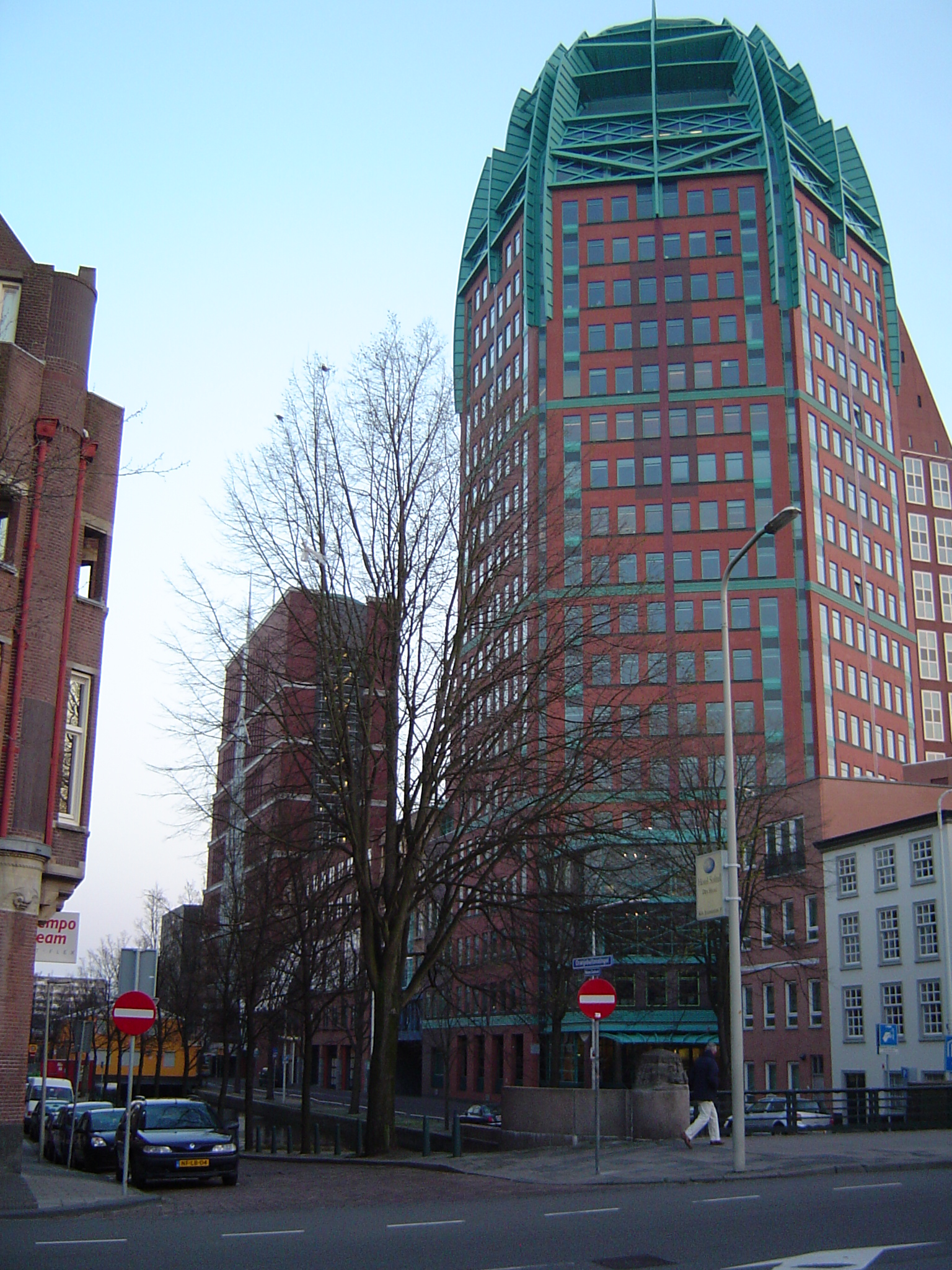
The Zurich tower, em Haia, Países Baixos, 1999.

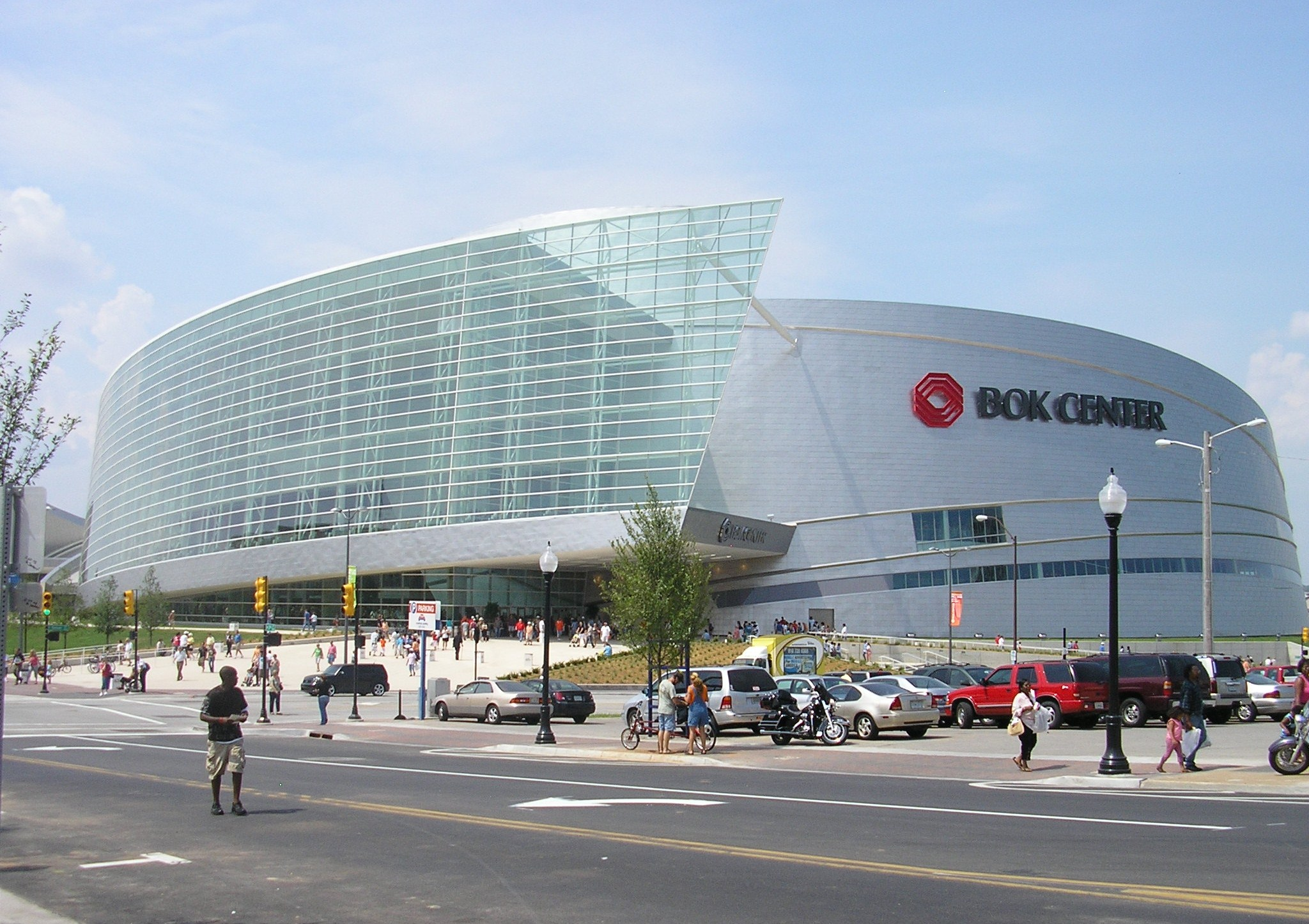
BOK Center em Tulsa, Oklahoma.

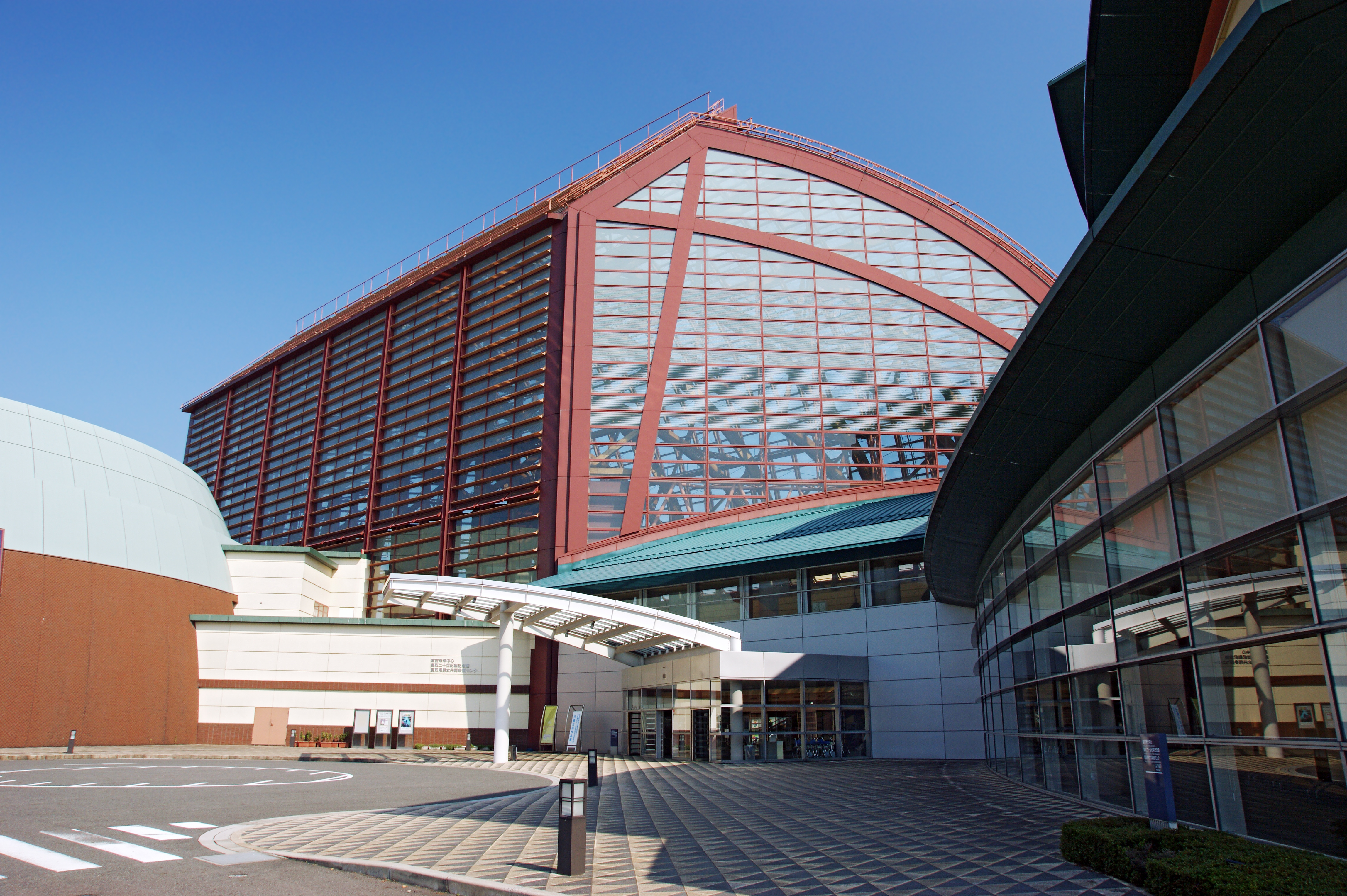
Kurayoshi Park Square em Kurayoshi, Japão

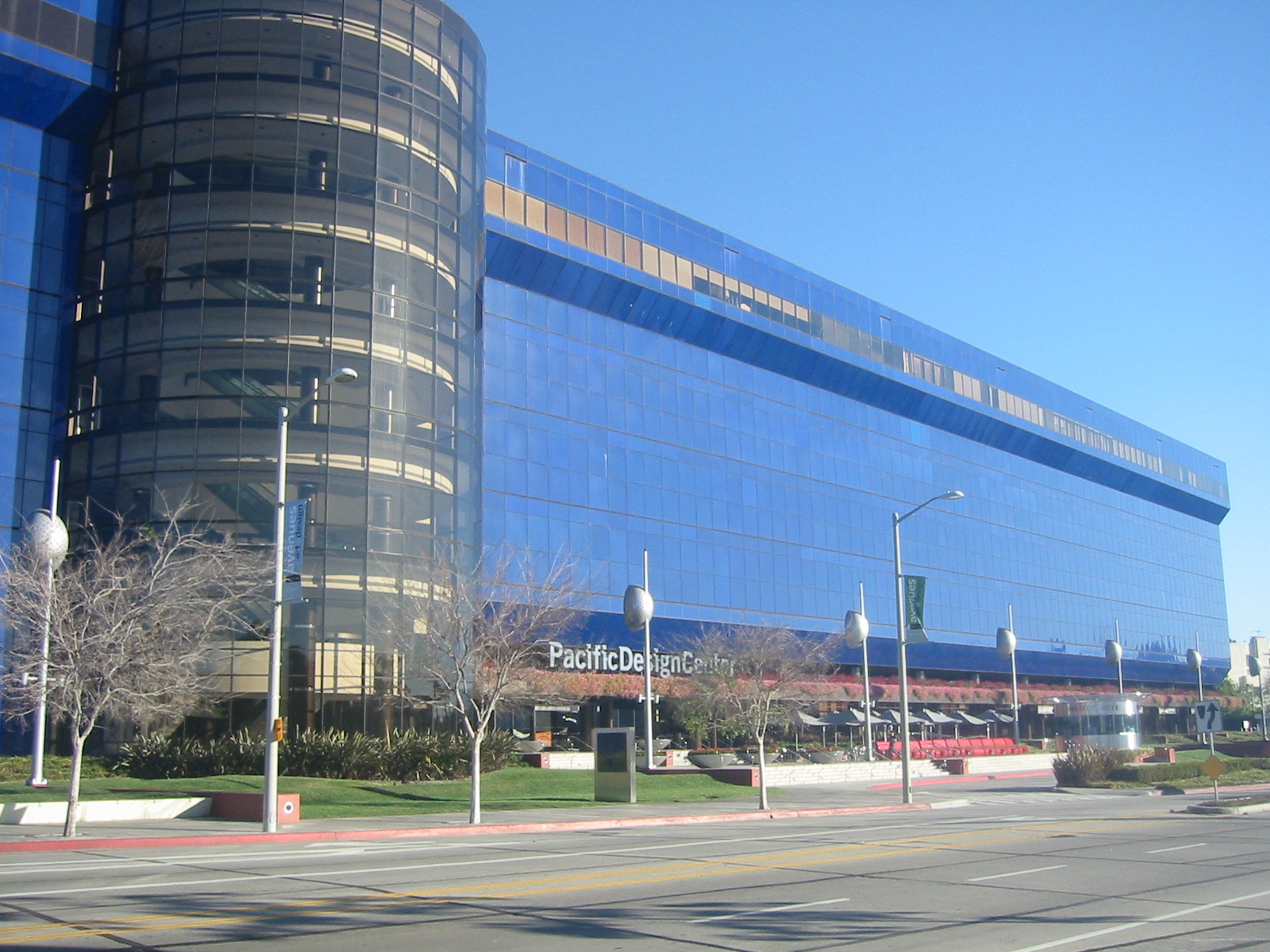
Pacific Design Center em West Hollywood, California.

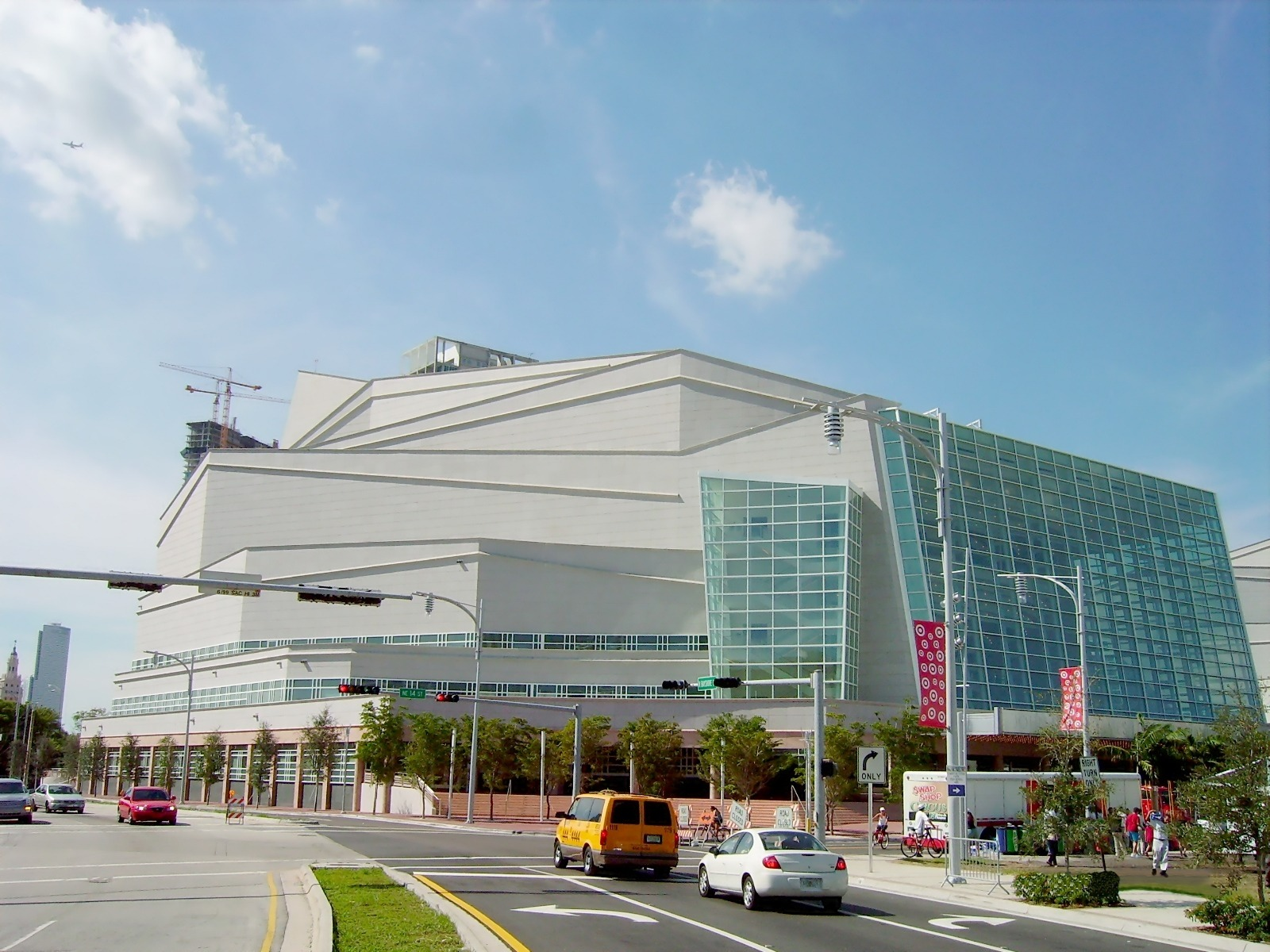
Adrienne Arsht Center for the Performing Arts em Miami, Florida.

### Completos
- 1966: Worldway Postal Center, Aeroporto Internacional de Los Angeles, Califórnia[4]
- 1967: Kukui Gardens housing, em Honolulu, Havaí[5]
- 1969: San Bernardino City Hall, San Bernardino, Califórnia[6]
- 1972: Embaixada dos Estados Unidos em Tókio, Japão
- 1973: Commons Centre and Mall,[7] Columbus, Indiana-[8]
- 1973: Eaton's Department Store, Vancouver, Colúmbia Britânica, Canadá
- 1975: Pacific Design Center, Los Angeles, Califórnia[9]
- 1977: Wintergarden Arboretum, Niagara Falls, Estados Unidos (demolido em 2009)
- 1981-1987: World Financial Center, Nova York, Estados Unidos
- 1982-1984: Herring Hall, na Rice University, em Houston, Texas[10]
- 1984: Residential Tower em cima do Museu de Arte Moderna (MoMA), Nova York, Estados Unidos
- 1984-1986: Cleveland Clinic, Cleveland, Ohio
- 1984: Renovação do Mattatuck Museum Arts and History Center, Waterbury, Connecticut
- 1987: Blumenthal Performing Arts Center, Charlotte, Carolina do Norte[11]
- 1987-1990: Carnegie Hall Tower, Nova York, Estados Unidos
- 1987-89: Maryland Residence, Bethesda, Maryland
- 1987-1991: One Canada Square, Canary Wharf, Londres, Reino Unido
- 1988: Wells Fargo Center (anteriormente denominada Norwest Center), Minneapolis, Minnesota
- 1989: Gaviidae Common, Minneapolis, Minnesota[12][13]
- 1990: Sede da Nippon Telegraph and Telephone, Tókio, Japão
- 1990: Roy Nutt Mathematics, Engineering & Computer Science Center na Trinity College, Hartford, Connecticut
- 1990: 181 West Madison Street, Chicago, Illinois[14]
- 1991: Key Tower, Cleveland, Ohio
- 1991: 777 Tower, Los Angeles, Califórnia
- 1991: Frances Lehman Loeb Art Center no Vassar College, Poughkeepsie, Nova York[15]
- 1992: Bank of America Corporate Center, Charlotte, Carolina do Norte
- 1992: Plaza Tower, Costa Mesa, Califórnia
- 1993: Worrell Professional Center, Wake Forest University School of Law, Winston-Salem, Carolina do Norte
- 1994: Physics and Astronomy Building, Universidade de Washington, Seattle, Washington
- 1995: Aronoff Center for Performing Arts, Cincinnati, Ohio[16][17]
- 1995: 100 North Main Street (antigamente denominado Wachovia Center), Winston-Salem, Carolina do Norte
- 1996: Residencial del Bosque, Cidade do México, México
- 1996: Edifício República, Buenos Aires, Argentina
- 1996: Sede Mundial da Owens Corning, Toledo, Ohio
- 1997: Expansão do Aeroporto Nacional Ronald Reagan de Washington, Washington, D.C.
- 1998: Overture Center, Madison, Wisconsin
- 1998: Petronas Twin Towers, Kuala Lumpur, Malásia
- 1998: Schuster Center, Dayton, Ohio
- 1999: Cheung Kong Center (長江集團中心), Hong Kong
- 1999: Zurich Tower Office Building, Haia, Países Baixos
- 2000: Kurayoshi Park Square, Kurayoshi, Japão
- 2000: Boston Bank Building, Buenos Aires, Argentina
- 2000: Prédio KABC-TV, Los Angeles, Califórnia
- 2001: Citigroup Centre, 25 Canada Square, Canary Wharf, Londres
- 2001: Bucksbaum Center for the Arts no Grinnell College, Grinnell, Iowa
- 2001: Athletic and Fitness Center no Grinnell College, Grinnell, Iowa
- 2001: The Investment Building, Washington, D.C.
- 2002: JP MorganChase Building, São Francisco, Califórnia
- 2002: Weber Music Hall no campus de Duluth da Universidade de Minnesota, Duluth, Minnesota
- 2002: Antiga Sede da Enron no 1500 Louisiana Street, Houston, Texas
- 2003: Gerald Ratner Athletics Center na Universidade de Chicago, Chicago, Illinois[18]
- 2003: International Finance Centre, Hong Kong
- 2003: Center for Drama and Film & the Martel Theater no Vassar College, Poughkeepsie, Nova York
- 2003: 25 Bank Street, Canary Wharf, Londres
- 2003: 40 Bank Street, Canary Wharf, Londres
- 2004: Goldman Sachs Tower, Jersey City, Nova Jersey
- 2005: Cira Centre, Filadélfia, Pensilvânia
- 2005: Malone Engineering Center na Universidade de Yale, New Haven, Connecticut
- 2006: Theodore Roosevelt Federal Building Eastern District Courthouse, Brooklyn, Nova York[19]
- 2006: Science and Engineering Research and Classroom Complex na Universidade de Houston, Houston, Texas
- 2006: Biblioteca Pública de Minneapolis, Minneapolis, Minnesota
- 2006: Joe Rosenfield '25 Center, no Grinnell College, Grinnell, Iowa
- 2006: Renée and Henry Segerstrom Concert Hall, Segerstrom Center For The Arts, Orange County Performing Arts Center, Costa Mesa, Califórnia
- 2006: Thomas E. Golden Jr. Center, St. Thomas More Catholic Chapel and Center, Universidade de Yale, New Haven, Connecticut
- 2006: Adrienne Arsht Center for the Performing Arts, Miami, Flórida
- 2008: BOK Center, Tulsa, Oklahoma[20]
- 2008: St. Regis Residences & Hotel, Cidade do México, México
- 2008: One Park West, Liverpool, Reino Unido
- 2008: Torre de Cristal, Madrid, Espanha
- 2008: Repsol-YPF Tower, Buenos Aires, Argentina
- 2008: Business Instructional Facility, Universidade de Illinois, campus Urbana-Champaign, Illinois[21]
- 2009: Cooperative Arts and Humanities High School, New Haven, Connecticut[22]
- 2009: Connecticut Science Center, Hartford, Connecticut
- 2009: Aria Resort & Casino, CityCenter, Las Vegas, Nevada
- 2010: Shanghai International Finance Centre, Pudong, Xangai, China
- 2010: Torre Mesoamericana, Tuxtla Gutiérrez, México
- 2011: New Airport Terminal Building (Phase 1), Aeroporto Internacional de Winnipeg James Armstrong Richardson, Winnipeg, Manitoba, Canadá[23]
- 2011: Iberdrola Tower, Prédio de Escritórios, Bilbau, Espanha
- 2013: The Landmark, Abu Dhabi, Emirados Árabes Unidos

### Em construção
- 2010: Gran Torre Santiago, Santiago, Chile
- 2011: St. Katharine Drexel Chapel, Xavier University of Louisiana, Nova Orleans, Louisiana
- 2012: Unicredit Tower, Milão, Itália
- 2012: Cira Center South, Filadélfia, Pensilvânia
- 2012: Sidra Medical Center, Catar
- 2012: Cajasol Tower, Prédio de Escritórios, Sevilha, Espanha
- 2013: The Theatre School, na DePaul University, Chicago, Illinois[24]
- 2017: Transbay Transit Center, São Francisco, Califórnia
- 2013: Crescent Tower, Dallas, Texas
- 2013: Torre Sofia, San Pedro Garza García, México
- 2012: Maral Explanada, Mar del Plata, Argentina
- 2014: Torre Mitikah, Cidade do México, México
- 2015: Utah Performing Arts Center, Salt Lake City, Utah

### Propostos
- 2013: Mirador del Valle, Salta, Argentina
- 2010: South Station Tower, Boston, Massachusetts
- Desconhecido: Banco Macro Tower, Buenos Aires, Argentina
- 1965: Sunset Mountain Park, Santa Monica, Califórnia (Juntamente com A.J.Lumsden)